# لاتویا (آلبوم)
لاتویا یا تو قرار است تکان بخوری! (انگلیسی: La Toya همچنین با نام You're Gonna Get Rocked! شناخته می‌شود) پنجمین آلبوم استودیویی خواننده و ترانه‌سرای آمریکایی لاتویا جکسون است که در سال ۱۹۸۸ توسط آرسی‌ای منتشر شد. در حالی که روی جلد و جعبه نام آلبوم به عنوان La Toya (لاتویا) نوشته شده است، دیسک و نوار کاست واقعی نام آن را به‌عنوان You're Gonna Get Rocked (تو قرار است تکان بخوری!) نشان می‌دهد. بنابراین، آلبوم با هر دو نام خوانده می‌شود. این آلبوم شامل «(هیچ‌کس تو را دوست ندارد) مثل من» و «تو قرار است تکان بخوری!» است، که تا به امروز، دو آهنگ از پنج آهنگ لاتویا جکسون هستند که یک موزیک ویدئوی همراه دارند. این آلبوم به‌عنوان یک مجموعه ۲ سی‌دی با نام تو قرار است تکان بخوری! دوباره توسط چری پاپ رکوردز در دسامبر ۲۰۱۳ منتشر شد.

## منبع
1. ↑  «The Lewiston Journal - Google News Archive Search». news.google.com. دریافت‌شده در ۲۰۲۳-۰۲-۰۹.